# حنان الطويل
حنان الطويل (12 فبراير 1966 - 1 ديسمبر 2004)، ممثلة مصرية متحولة جنسيًا، وهي أول ممثلة متحولة جنسيًا في مصر والعالم العربي. بدأت مشوارها الفني في عام 1999. عرفها الجمهور لأول مرة في دور صغير لم يتجاوز المشهد الواحد في فيلم (عبود على الحدود)، شاركت بعدها في بطولة مسرحية (حكيم عيون) مع علاء ولي الدين وأحمد حلمي. قدّمت بعد ذلك أدوار صغيرة في السينما من أشهرها (عسكر في المعسكر) الذي قالت من خلاله جملتها الشهيرة "البيت دا طاهر" والتي تعني (هذا المنزل محترم).

## حياتها
وُلد طارق في سنورس" في محافظة الفيوم، بدات تظهرعليه منذ طفولته المبكرة ولأسباب مجهولة أعراض اضطراب الهوية الجنسية، إذ كان حريضا على أخفاءها لفترة من الزمن ولكن فشل في النهاية.
صارح طارق أسرته برغبته في إجراء عملية تحول جنسي، لكن طلبه واجه رفضا شديدا كون المجتمع الذي ينتمي إليه لا يتقبل مثل هذه العمليات، ولا حتى كيفية علاجها، لذا قرر طارق السفر لإجراء العملية خارج مصر.
تعرضت لهجوم شديد من جيرانها بعد أن قررت الخضوع لعملية التحول الجنسي، لدرجة تقديمهم بلاغ ضدها للشرطة والذي انتهى باحتجازها في مستشفى العباسية للأمراض العقلية . فارقت الحياه بشكل مفاجئ عام 2004 عن عمر 38 عاماً، وتعددت الأقاويل عن وفاتها، فمنهم من قال أنها ماتت خلال جلسة من جلسات الكهرباء ، وآخرين قالوا أنها ماتت منتحرة ، أو ماتت بأزمة قلبية،  ولم تتأكد حتى الآن صحة أي من هذه الأقاويل .
كما رفض أهلها تسلم جثمانها، وقام أشرف زكي نقيب الممثلين بتسلم الجثمان من المستشفى وقام بدفنها .

## أعمالها
1. عايز حقي (2003).... موظفة في مكتب الشهر العقاري.
2. عسكر في المعسكر (2003). راقصة (كوريا)
3. 55 إسعاف (2001). الجارة.
4. الناظر صلاح الدين (2000). مدرسة لغة إنجليزية بالمدرسة (مس انشراح)
5. الحكاية دول حكاية (1999). والدة أحمد

## روابط خارجية
- حنان الطويل على موقع IMDb (الإنجليزية)
- حنان الطويل على موقع الدهليز
- حنان الطويل على موقع قاعدة بيانات الأفلام العربية